# Republikeins Nationaal Comité
Het Republikeins Nationaal Comité (RNC) is een Amerikaans politiek actiecomité dat de leiding heeft over de Republikeinse partij.
Het RNC is verantwoordelijk voor het ontwikkelen en promoten van het Republikeinse politieke platform en het coördineren van fondsenwerving en de verkiezingsstrategie. Het RNC organiseert ook de Republikeinse Nationale Conventie.
De huidige voorzitter is Michael Whatley en de huidige vicevoorzitter is Lara Trump.
De tegenhanger van het RNC is het Democratisch Nationaal Comité (DNC).

## Voorzitters van het Republikeins Nationaal Comité (1969–heden)
| Voorzitter van het Republikeins Nationaal Comité Chairs of the Republican National Committee | Voorzitter van het Republikeins Nationaal Comité Chairs of the Republican National Committee | Voorzitter van het Republikeins Nationaal Comité Chairs of the Republican National Committee | Ambtstermijn    | Ambtstermijn    | Andere functie(s) |
| -------------------------------------------------------------------------------------------- | -------------------------------------------------------------------------------------------- | -------------------------------------------------------------------------------------------- | --------------- | --------------- | --- |
|                                                                                              | Rogers Morton                                                                                | Rogers Morton (1914–1979)                                                                    | 15 april 1969   | 15 januari 1971 | Lid van het Huis van Afgevaardigden voor Maryland (1963–1971) Minister van Binnenlandse Zaken (1971–1975) Minister van Economische Zaken (1975–1976) Counselor to the President (1976) |
|                                                                                              | Bob Dole                                                                                     | Bob Dole (1923-2021)                                                                         | 15 januari 1971 | 20 januari 1973 | Lid van het Huis van Afgevaardigden voor Kansas (1961–1969) Senator voor Kansas (1969–1996)                                                                                            |
|                                                                                              | George H.W. Bush                                                                             | George H.W. Bush (1924–2018)                                                                 | 20 januari 1973 | 15 januari 1974 | Directeur van de Central Intelligence Agency (1976–1977) Vicepresident (1981–1989) President (1989–1993)                                                                               |
|                                                                                              | Mary Louise Smith                                                                            | Mary Louise Smith (1914–1997)                                                                | 15 januari 1974 | 15 januari 1977 | |
|                                                                                              | Bill Brock                                                                                   | Bill Brock (1930–2021)                                                                       | 15 januari 1977 | 20 januari 1981 | Lid van het Huis van Afgevaardigden voor Tennessee (1963–1971) Senator voor Tennessee (1971–1977) Handelsvertegenwoordiger (1981–1985) Minister van Arbeid (1985–1987)                 |
|                                                                                              | Lee Atwater                                                                                  | Lee Atwater (1951–1991)                                                                      | 25 januari 1989 | 25 januari 1991 | |
|                                                                                              | Clayton Yeutter                                                                              | Clayton Yeutter (1930–2017)                                                                  | 25 januari 1991 | 1 februari 1992 | Handelsvertegenwoordiger (1985–1989) Minister van Landbouw (1989–1991) Counselor to the President (1992–1993)                                                                          |
|                                                                                              | Richard Bond                                                                                 | Richard Bond (1950)                                                                          | 1 februari 1992 | 30 januari 1993 | |
|                                                                                              | Haley Barbour                                                                                | Haley Barbour (1947)                                                                         | 30 januari 1993 | 17 januari 1997 | Gouverneur van Mississippi (2004–2012) |
|                                                                                              | Jim Nicholson                                                                                | Jim Nicholson (1938)                                                                         | 17 januari 1997 | 18 januari 2001 | Minister van Veteranenzaken (2005–2007) |
|                                                                                              | Jim Gilmore                                                                                  | Jim Gilmore (1949)                                                                           | 18 januari 2001 | 5 december 2001 | Gouverneur van Virginia (1998–2002) |
|                                                                                              | Marc Racicot                                                                                 | Marc Racicot (1948)                                                                          | 5 december 2001 | 25 juli 2003    | Gouverneur van Montana (1993–2001) |
|                                                                                              | Ed Gillespie                                                                                 | Ed Gillespie (1961)                                                                          | 25 juli 2003    | 20 januari 2005 | Counselor to the President (2007–2009) |
|                                                                                              | Ken Mehlman                                                                                  | Ken Mehlman (1966)                                                                           | 20 januari 2005 | 20 januari 2007 | Directeur Politieke Zaken (2001–2003) |
|                                                                                              | Mel Martinez                                                                                 | Mel Martinez (1946)                                                                          | 20 januari 2007 | 20 oktober 2007 | Minister van Volkshuisvesting en Stedelijke Ontwikkeling (2001–2003) Senator voor Florida (2005–2009)                                                                                  |
|                                                                                              | Mike Duncan                                                                                  | Mike Duncan (1950)                                                                           | 20 januari 2007 | 30 januari 2009 | Voorzitter van de United States Postal Service (2018–2021) |
|                                                                                              | Michael Steele                                                                               | Michael Steele (1958)                                                                        | 30 januari 2009 | 15 januari 2011 | Luitenant-gouverneur van Maryland (2003–2017) |
|                                                                                              | Reince Priebus                                                                               | Reince Priebus (1972)                                                                        | 15 januari 2011 | 20 januari 2017 | Stafchef van het Witte Huis (2017) |
|                                                                                              | Ronna Romney McDaniel                                                                        | Ronna Romney McDaniel (1973)                                                                 | 20 januari 2017 | 8 maart 2024    | |
|                                                                                              |                                                                                              | Michael Whatley (1968)                                                                       | 8 maart 2024    | -               | |